# 2167 Erin
För andra betydelser, se Erin.
2167 Erin eller 1971 LA är en asteroid i huvudbältet som upptäcktes den 1 juni 1971 av Perth-observatoriet. Den är uppkallad efter George Punko's dotter.
Asteroiden har en diameter på ungefär 8 kilometer.